# Калоты Каупа
Калоты Каупа (лат. Bronchocela) — род ящериц из семейства агамовых, обитающий в Юго-Восточной Азии.

## Описание
Общая длина представителей этого рода колеблется от 45 до 60 см. Внешне очень похожи на своих ближайших родственников из рода калоты — отличаются лишь чуть более уплощённым с боков туловищем, вытянутой головой и более мелкой чешуёй. У самцов по позвоночнику в передней части туловища есть развитый гребень из шипиков или удлинённой чешуи. По размерам данных гребней также различают представителей этого рода. Хвост длинный, обычно значительно длиннее туловище. Окраска в основном зелёного, оливкового, коричневатого или сероватого цвета с различными оттенками. Горловая сумка ярких цветов, особенно у самцов.

## Образ жизни
Обитают в лесистых местах и зарослях. Активны днём, питаются насекомыми, особенно сверчками.

## Размножение
Это яйцекладущие ящерицы. Самки откладывают до 20 яиц.

## Распространение
Ареал охватывает Юго-Восточную Азию. Некоторые виды встречаются только на Никобарских и Андаманских островах или на Филиппинах.

## Классификация
На май 2018 года в род включают 13 видов:
- Bronchocela burmana (Blanford, 1878)
- Bronchocela celebensis Gray, 1845
- Bronchocela cristatella (Kuhl, 1820) — Борнеоский калот
- Bronchocela danieli (Tiwari & Biswas, 1973)
- Bronchocela hayeki (Müller, 1928)
- Bronchocela jubata Duméril & Bibron, 1837 — Гривистый калот
- Bronchocela marmorata Gray, 1845 — Мраморный калот
- Bronchocela orlovi Hallermann, 2004
- Bronchocela rayaensis Grismer et al., 2015
- Bronchocela rubrigularis Hallermann, 2009
- Bronchocela shenlong Grismer et al., 2015
- Bronchocela smaragdina Günther, 1864
- Bronchocela vietnamensis Hallermann & Orlov, 2005